# 奇皇后
奇皇后（：／，？—1369年），是元朝皇帝元惠宗（元惠宗）的第三任皇后。蒙古名字完者忽都，賜姓肅良合氏。高丽人，本贯：幸州奇氏。

## 生平
她原是高麗人奇子敖的女兒，出生於高麗幸州（今高陽市德陽區西南）。在家人被高麗忠惠王殺害後，她以高麗貢女的身份被獻上於元廷，入宮當了掌茶宮女。她不僅姿色非常嬌豔、肌膚白皙，還十分乖巧伶俐，察言觀色。元惠宗對她十分寵愛，後來幸之。這件事被元惠宗元配皇后答納失里得知，她怒不可遏地召來奇氏，用鞭子打得遍體鱗傷。
1335年（元元统三年、元至元元年），答纳失里的兄弟谋反，答纳失里皇后也被毒死。1337年，元惠宗册封伯颜忽都为皇后。本来元惠宗打算立他一向宠爱的奇氏为皇后，只是丞相伯颜硬行劝阻，元惠宗没有办法，立了伯颜忽都。元順帝平日在奇氏那里宿夜的时候多，很少去皇后的宫里，伯颜忽都也没有什么怨言。
奇氏生下儿子爱猷识理达腊，更加赢得了元惠宗的欢心。1340年（元至元六年），元惠宗册立奇氏为第三任皇后（兩后並立）。
1363年奇氏打算結交宰相賀太平，以擁立爱猷识理达腊為繼承人，元順帝怠弃政事，奇皇后与其子遽谋内禅，但太平並不領情。奇氏便在元順帝面前貶損太平，於是太平被貶往西藏，旋即賜死。
奇皇后留在高丽的家人，因为逆谋篡位被高丽恭愍王一举击破，并杀尽奇氏族人：
|              | 元遣轅子完者不花，改冊榮安王為敬王，又追封三代為王授轍大司徒。時權謙、盧鑠俱納女於元，有寵轍與謙等，聲勢相倚，知天下亂，自念積惡*歛{斂}怨，恐一朝勢去難保。預謀自安以親戚腹心，布列權要，陰樹黨援，將圖大逆，閱諸道兵器，詐為詔使，扇動訛言，密諭期會約，以舉事。王先知之，托以曲宴，令宰樞皆會宮庭，遣判密直洪義宰，臣裴天慶等，召轍、鑠、謙及轍子贊成事有傑侄完者不花，謙子萬戶恆舍人和尚鑠子行省郎中濟等，轍、謙先赴密直慶千興黃石奇。判事申青等密白王曰: 「二人已至，其餘子侄及盧鑠父子未至，若事洩變起不虞，不如早圖.」 王然之，即令密直姜仲卿、大護軍睦仁吉*、於達赤李蒙大等，伏壯士，出其不意，椎擊轍，應手而僕。謙走避，追及於紫門殺之，血濺宮門，遂殺轍從者二人屍於朱橋。義為兵所害，奇權麾下狼狽四散，禁衛四番軍士一時俱發劍槊交於路。仲卿等率兵至鑠家，捕殺之，屍於北泉洞路上。有傑偕天慶詣闕道，聞變走匿，完者不花、濟恆和尚等及支黨皆逃竄。命中外搜捕，沒入三家奴婢於義成德泉，有備諸倉。 無賴之徒多乘亂攘奪，宮城戒嚴，自宰執至胥徒備兵仗宿衛。 |
| ——《高麗史》 | |

1363年（至正二十三年），奇皇后谓皇太子曰：“汝年已长，不能为我复仇耶？”皇太子乃请帝废高丽王，立其弟塔思帖木儿留京师者为王，以奇氏族子三宝奴为太子，将作同知崔帖木儿为丞相，派兵一万，并招募倭人为雇佣军一齐讨伏高丽。大军刚过鸭绿江就遭遇高丽军伏击，大败，余十七骑而返。奇皇后为此非常惭愧。
1364年（至正二十四年）7月，孛罗帖木兒称兵犯阙，皇太子出奔冀宁，下令讨孛罗帖木兒。孛罗帖木兒大怒，唆使监察御史武起宗举报奇皇后干扰国政，建议元順帝驱逐奇皇后，帝不答。二十五年三月，孛罗帖木兒幽禁奇皇后于诸色总管府，令姚伯颜不花看守。四月庚寅，孛罗帖木兒逼奇皇后还宫取印章，伪作诏书召太子，事后奇皇后仍回幽所，奇皇后向孛罗帖木兒献美女，至百日，始还宫。孛罗帖木兒死后，皇太子回京师，奇皇后传旨令廓扩帖木兒以兵拥皇太子入城逼元順帝禅位。廓扩帖木兒到京城三十里外，故意遣军还营，拒绝配合。
1365年8月伯顏忽都皇后在冷落寂寞中去世，享年42歲。1365年（至正二十五年）十二月，元順帝冊封奇氏為皇后，冊文是：
|  | 坤以承乾元，人道莫先於夫婦；后以母天下，王化實始於家邦。典禮之常，古今攸重。咨爾肅良合氏，篤生名族，來事朕躬。儆戒相成，每勤於夙夜；恭儉率下，多歷於歲年。既發祥元子於儲闈，復流慶孫枝於甲觀。眷若中宮之位，允宜淑配之賢。宗戚大臣，況僉言而敷請；掖庭諸御，鹹傾望以推尊。乃屢遜辭，尤可嘉尚。今遣攝太尉某持節授以玉冊玉寶，命爾為皇后。於戲！慎修壺政，益勉爾輔佐之心；昭嗣徽音，同保我延洪之福。其欽寵命，以衍壽祺。 |

1368年（至正二十八年）正月，朱元璋建立了明朝，建元洪武。朱元璋派征虏大将军徐达，副将军常遇春，率师25万北上攻元。元朝仍旧内部纷争不息。元順帝只好集合后妃、皇太子、皇太子妃，半夜北逃上都开平（今内蒙古多伦西北）。1368年9月14日，明军攻入元大都，蒙元不再統治中原。
奇皇后逝世于1369年，这年朱元璋出师进攻开平，元順帝又逃到应昌。不久51岁的元順帝因痢疾去世。皇太子爱猷识理达腊继位，这是北元昭宗。他的皇后也是高丽人权氏。1378年爱猷识理达腊在和林去世。朝鲜半岛有奇皇后墓，不知真假。

## 对奇皇后的称呼
元称西夏、高丽，不举其国，举其部族曰唐兀氏、肃良合氏。奇皇后以“肃良合氏”诏天下。

## 言论
伯颜忽都皇后去世时，遗衣质敝，奇皇后曰：“正宫所服何至斯耶！”
太子既长，帝为建端本堂，命儒臣教授国法。帝与太子多受佛戒，帝师因启后曰：“太子向学佛法颇开悟，今乃使习孔子教，巩坏真性。”后曰：“我虽居深宫，不明道德，尝闻自古及今治天下者，须用孔子教，舍此则为异端。佛法虽好，不可以治天下，安可使太子不读书耶？”帝师惭退。
后证位中宫，诞日百官进笺贺，后诫左丞相沙蓝答里曰：“自世祖以来，正官皇后寿日未尝进笺。近年虽有，不合典礼。”却之。

## 家庭

### 高祖
高祖：奇允肅，生性侈靡，攀附崔忠獻，被拜為上將軍，長期管理兩省。官至門下侍郎平章事，謐號康靖。

### 父母
- 父亲：奇子敖，繼承父蔭補散員缺額，累遷至摠部散郎，出守宣州，六十三歲卒。奇氏被封為第三任皇后後，追封秉德承和毓慶功臣，封榮安王，諡莊獻。
- 母親：李氏，典書李行儉之女。奇氏被封第三任皇后後，冊封榮安王大夫人。

### 兄弟姐妹
- 長兄：奇軾，早卒
- 次兄：奇轍，蒙古名伯顏不花，奇氏被封為第三任皇后後，為行省叅知政事、德城府院君、後封為政丞大司徒，後謀反，最後被恭愍王滅族。
- 三兄：奇轅，奇氏被封為第三任皇后後，被任為翰林學士、德陽君。奇轍謀反失敗被牽連，被恭愍王滅族。
- 五弟：奇輈，奇轍謀反失敗被牽連，被恭愍王滅族。
- 六弟：奇輪，奇轍謀反失敗被牽連，被恭愍王滅族。

### 配偶
- 元順帝妥懽貼睦爾，蒙古帝國第十五位大汗，元朝北遁前的最後一位皇帝。

### 子女
- 元昭宗愛猷識理達臘，1353年被立為皇太子，1370年即位稱帝，北元皇帝。

## 相關影視作品

### 電視劇
| 年份 | 電視台 | 劇名   | 演員   | 剧中姓名 | 劇中稱謂 |
| 2005 | MBC    | 辛旽   | 金慧利 | 奇氏     | 奇皇后   |
| 2013 | MBC    | 奇皇后 | 河智苑 | 奇承梁   | 奇皇后   |

## 延伸阅读
[在维基数据编辑]
 《元史·卷114》，出自宋濂《元史》
 《新元史/卷104》，出自柯劭忞《新元史》